# Фоссли, Сондре Турволь
Сондре Турволь Фоссли (норв. Sondre Turvoll Fossli; род. 10 августа 1993, Хокксунн, Бускеруд) — норвежский лыжник, призёр этапа Кубка мира. Специализируется в спринте.

## Карьера
В Кубке мира Фоссли дебютировал 20 февраля 2011 года, в ноябре 2014 года впервые попал в тройку лучших на этапе Кубка мира, в спринте. А в ноябре 2015 года одержал первую победу на этапе Кубка мира в спринте. Кроме этого имеет на своём счету 3 попадания в десятку лучших на этапах Кубка мира, все так же в спринте. Лучшим достижением Фоссли в общем итоговом зачёте Кубка мира является 70-е место в сезоне 2013/14.
За свою карьеру в чемпионатах мира, и Олимпийских играх участия не принимал. На чемпионатах Норвегии, один раз попадал в призёры, заняв 2-е место в спринте в 2012 году. На юниорских чемпионатах мира завоевал в общей сложности три медали, одну серебряную и две бронзовые.
Выступает на лыжах и ботинках производства фирмы Atomic.